# Aethra stalennyii
Aethra stalennyii — викопний вид крабів родини Aethridae, що існував у міоцені вздовж північного узбережжя мілководного моря Паратетіс. Скам'янілі рештки виявлені в кар'єрі Максимівка на пагорбах Медобори неподалік Тернополя (Україна). Сучасні представники роду Aethra поширені в Індійському і Тихому океанах.